# Робин Нокс-Джонстън
Робин Нокс-Джонстън (на английски: Robin Knox-Johnston) е английски мореплавател ветроходец и писател, автор на произведения в жанра мемоарен пътепис.

## Биография
Робин Нокс-Джонстън е роден на 17 март 1939 г. в Лондон, Англия. Най-големия от четирима братя. Учи в мъжката гимназия „Бъркхамстед“ в Хартфордшър, където са учили Бил Тилман и Греъм Грийн. В периода 1957-1965 г. работи като моряк в търговския флот и във Военноморския резерв.
През 1965 г. с яхтата си „Сухаили“ (9.80 м) тръгва от Бомбай към Англия. Заради липса на средства прекъсва пътуването си в Южна Африка, където работи и завършва пътуването си през 1967 г.
През 1962 г. се жени за Сюзън Сингър, с която имат дъщеря Сара, родена в Бомбай през 1963 г. Тя го напуска през 1965 г., когато той тръгва с яхтата си и иска да ги вземе със себе си. Развеждат се през 1967 г., но се женят отново през 1972 г.
На 14 юни 1968 г. се включва от Фолмът с яхтата си „Сухаили“ в състезанието „Златен глобус“ за самостоятелна обиколка на света без спиране обявено от вестник „Съндей Таймс“, в което участват още осем яхтсмени. На 17 януари 1969 г. преодолява нос Хорн, 20 дни по-бързо от единствения към момента конкурент Бернар Моатесие, който се отказва. Останалите състезатели се отказват дотогава по различни причини. На 22 април 1969 г. завършва единствен състезанието във Фолмът и става първият човек в света обиколил самостоятелно света без да спира. За постижението си получава наградата от 5000 паунда и е удостоен с отличието Командор на Ордена на Британската империя. Получената сума дарява на семейството на състезателя Доналд Кроухърст, който загива (или се самоубива) по време на състезанието.
Описание на преживяванията си по време на обиколката описва в книгата си „Светът, който ми принадлежи“.
През 1994 г. заедно с Питър Блейк печелят Трофеят „Жул Верн“ (на Асоциация „Обиколка на света за 80 дни“) за най-бърза обиколка на света с платноходка постигайки време от 74 дни 22 часа 17 минути и 22 секунди.
В периода 1992-2001 г. е президент на Асоциацията за обучение по ветроходство, като за мандата си заменя двете шхуни за обучение с две нови бригантини. В периода 1992-2002 г. е настоятел на Националния морски музей в Гринуич. Настоятел е до 2006 г. на Националния морски музей на Корнуол във Фолмът.
Носител е на множество награди за ветроходство. През 1995 г. е ръкоположен в рицарско звание. Четири пъти е обявяван за яхтсмен на годината.
През 2007 г. на 68 години става най-старият състезател извършил самостоятелна обиколка на света в състезанието „Velux 5 Oceans“ вдъхновено от състезанието „Златен глобус“ от 1968 г.

## Произведения
- A World of My Own (1969)
Светът, който ми принадлежи, изд.: „Г. Бакалов“, Варна (1984), прев. Герасим Величков
- Seamanship (1987)
- Cape Horn, a maritime adventure (1995)
- A Voyage for Madmen (2002)
- Force of Nature (2007) – с Кейт Левън
- Face to Face: Ocean Portraits (2010)

## Филмография
участие в епизоди от документални ТВ сериали и филми
- 1970 The David Frost Show
- 1974 Call My Bluff
- 2006 Пагубни дълбини
- 2006-2011 Breakfast
- 2007 The Daily Politics
- 2008 Independent Lens
- 2009 Top Dogs: Adventures in War, Sea and Ice
- 2010 Maps: Power, Plunder & Possession
- 2011 Blakey
- 2012 Cutty Sark: National Treasure